# William Bentinck, 2:e hertig av Portland
William Bentinck, 2:e hertig av Portland, född den 1 mars 1709, död den 1 maj 1762, var en brittisk ädling. Han var son till Henry Bentinck, 1:e hertig av Portland.    
Han blev den förste styresmannen över barnhemmet the Foundling's Hospital i London (grundat 1739) och dubbades till riddare av Strumpebandsorden 1741. 
Universitetet i Nottingham förvarar hans efterlämnade brev och skrifter.
Gift 1734 med Lady Margaret Cavendish Harley (1715-1785) , dotter till Edward Harley, 2:e earl av Oxford.

## Barn
- Lady Elizabeth Cavendish (1735-1825); gift 1759 Thomas Thynne, markis av Bath
- Lady Henrietta (1737-1827); gift 1763 med George Harry Grey, 5:e earl av Stamford och Warrington
- William Henry Cavendish-Bentinck, 3:e hertig av Portland (1738-1809) , tog efternamnet Cavendish-Bentinck 1801 ; gift 1766 med Lady Dorothy Cavendish (1750-1794)
- Lady Margaret (1739-1756)
- Lady Frances (1741-1743)
- Lord Edward Charles (1744-1819); gift 1782 med Elizabeth Cumberland (d. 1837)